# Hoffmannia asclepiadea
Hoffmannia asclepiadea är en måreväxtart som beskrevs av Paul Carpenter Standley. Hoffmannia asclepiadea ingår i släktet Hoffmannia och familjen måreväxter.
Artens utbredningsområde är Costa Rica. Inga underarter finns listade i Catalogue of Life.